# Ziyad (nom)
Ziyad és un nom masculí àrab —en àrab زياد, Ziyād— que cal relacionar amb el màsdar زيادة, ziyāda, que significa ‘augment’, ‘creixement’, ‘intensificació’. Si bé Ziyad és la transcripció normativa en català del nom en àrab clàssic, també se'l pot trobar transcrit Ziad, Zyad, Zeyad, Zijad… Aquest nom també el duen molts musulmans no arabòfons que l'han adaptat a les característiques fòniques i gràfiques de la seva llengua: en bosnià Zijad, en kurd Yezîd…
Vegeu aquí personatges i llocs que duen aquest nom sense article.